# Стратоника (съпруга на Антигон)
Вижте пояснителната страница за други личности с името Стратоника.
Стратоника (на старогръцки: Στρατoνίκη) е съпруга на древномакедонския пълководец, диадох Антигон I Монофталм, цар в Азия, майка на Деметрий Полиоркет († 283 г. пр. Хр.) и Филип († 306 г. пр. Хр.) и прародителка на македонската царска династия Антигониди.
Тя е дъщеря на Корей и произлиза вероятно от македонския царски род Аргеадите. Стратоника живее след началото на азиатския поход на Александър Велики 334 г. пр. Хр. при съпруга си в Мала Азия, който като сатрап управлява няколко провинции. След смъртта на Александър и началото на Първата диадохска война тя бяга през 321 г. пр. Хр. със съпруга си и децата им в Македония, за да се спаси от нападение от царския регент Пердика. След смъртта на Пердика тя се връща обратно в Мала Азия, където съпругът ѝ започва борбата за наследството на Александър Велики. През 316 г. пр. Хр. въстават пленени от Антигон военачалници в затвора в скална крепост във Фригия и я превземат. Понеже съпругът ѝ не бил там, тя ръководи войската и обсажда крепостта. Тя води преговори с въстаниците и освобождава македонските военачалници Доким и Филота, които се кълнат във вярност към Антигон. След няколко месеца тя успява да превземе крепостта и побеждава въстаниците с командир Атал, зет на Пердика.
По време на решителната битка при Ипс през 301 г. пр. Хр., когато съпругът ѝ е убит, Стратоника е в Киликия. Там е взета от флотата на сина ѝ Деметрий Полиоркет и е заведена в сигурния Саламис на Кипър. През 297 г. пр. Хр. владетелят на Египет, Птолемей, превзема острова и пленява Стратоника, нейната снаха Фила и децата ѝ. Птолемей освобождава фамилията и я изпраща в Гърция при Деметрий Полиоркет.
След това няма сведения за Стратоника.